# Ga Gireum
Ga Gireum (Tiếng Hàn: 길음역, Hanja: 吉音驛) là ga trên Tàu điện ngầm vùng thủ đô Seoul tuyến 4. Nó nằm ở Gireum-dong, Seongbuk-gu, Seoul.

## Bố trí ga
| Miasageori ↑               |
| S/B N/B \|                 |
| ↓ Đại học Nữ sinh Sungshin |

| Hướng Bắc | ● Tuyến 4 | ← Hướng đi Jinjeop |
| Hướng Nam | ● Tuyến 4 | → Hướng đi Oido →  |

## Vùng lân cận
- Trạm cảnh sát Seoul Jongam